# Sato Kilman
Sato Kilman (Vanuatu, 30 de dezembro de 1957) é um político de Vanuatu, foi primeiro-ministro do país desde 4 de setembro de 2023 a 6 de outubro de 2023. Kilman foi por anteriores quatro vezes primeiro-ministro de seu país e é um dos principais políticos da Oceania.